# Funisciurus carruthersi
Funisciurus carruthersi is een zoogdier uit de familie van de eekhoorns (Sciuridae). De wetenschappelijke naam van de soort werd voor het eerst geldig gepubliceerd door Thomas in 1906.